# Disporella sibogae
Disporella sibogae är en mossdjursart som beskrevs av John Borg 1944. Disporella sibogae ingår i släktet Disporella och familjen Lichenoporidae. Inga underarter finns listade i Catalogue of Life.